# エバークエスト2
『エバークエスト2』（EverQuest2）は、Windows用MMORPG。デイブレイクゲーム（Daybreak Game Company）により、2004年11月8日に北米とヨーロッパでサービスが開始された。前作『エバークエスト』の500年後の世界を舞台にしている。日本語版は2005年6月16日から2006年6月30日までスクウェア・エニックス、2006年7月1日よりSOEによって、2015年2月からはDaybreak Game Companyと社名を変えてサービスが提供されていたが、2016年5月26日午後8時、日本語版(Sebilisサーバー)は、英語版(Antonia Bayleサーバー)へ統合された。

## 概要
今作は前作『エバークエスト』の500年後を舞台とした3DタイプのMMORPGである。
グループ内で役割を分担し、他人と協力して敵を倒す戦闘システムは前作と同様である。対モンスター戦（PvE）に特化されたコンテンツは、難易度の低いソロコンテンツから難易度の高いレイドコンテンツまで多彩かつ充分なボリュームがあり、継続的な追加コンテンツによってめまぐるしく世界が変わっていく様は特徴的である。前作エバークエストで問題点であったゲーム全体を通じてのソロ行動が厳しい点は大幅に緩和されている。
エバークエストの名前の通り、世界には膨大なクエストが存在し、ソロ・グループ・レイド向けにそれぞれ分類されている。全てのコンテンツは各国サーバーごとに翻訳されており、翻訳水準も高い。NPCには音声が設定されており、クエスト内容を語ってくれるが、この部分は英語である。
ユーザインタフェースのカスタマイズ性は非常に高く、ユーザが自作したものが多数存在する。
グラフィックに於いてはリアルな世界を創造する事を旨としており、フィールドの空気から衣服の衣擦れまで、あらゆる部分に現実感を追求している。敵や床面に投影する動的な光源処理はユニークで表情豊かな描写を可能にしたが、動作環境は高めである。その思想はプレイヤーの分身となるキャラクターにも反映されており、キャラクターカスタマイズは髪型や肌の色をはじめとして細部に渡り、洋風のキャラクター以外にも動物や妖精、アジア向けとして随時切り替え可能なアドオンモデルが用意された。
PvPは専用のPvPサーバーが用意されているが、PvEサーバーに於いてもBattle Ground導入によってコンテンツの一部として提供されることになった。またサーバー内でRMTがサポートされているRMTサーバーは日本語版のサービスでは提供されていない。
ゲーム内のお金の必要性がそれほど高くないことからRMTが盛んではなく、またBOTや不正対策も十分にされているため他のMMOのようなトラブルは見られない。

## ゲーム背景
ノーラスに生きる生命たちは、ついには神々が直接治める領域に侵攻するほどの力を得ていた。個々の力は微弱でも結束し協力し合うことで神々に対抗しうる力を得た事実は、神々を驚愕させただけでなく神々の力を弱める結果を招いた。事態を重く見た神々は、長い間見守ってきたノーラスと自らが生み出した子らの元から去ることを決意する。
神々がノーラスから去ったことにより世界を構成する力は均衡を失った。海は荒れ狂い、大地は引き裂かれ、炎は全てを燃やし、嵐はあらゆるものを吹き飛ばした。加えて何者かによって衛星ラクリンが破壊され、吹き飛ばされたラクリンの欠片がノーラスに降り注いだ。美しかったノーラスは見るも無残な姿に変わり果ててしまったのである。
プレイヤーは消滅を逃れた2つの都市、法と秩序によって治められる「ケイノス」と、力と恐怖によって支配される「フリーポート」の一方に所属することにより冒険を始める。

## ゲーム内容

### 都市
都市はアントニア女王の治める「善の都市」ケイノスと、ルーカン卿の治める「悪の都市」フリーポートが基本にある。キャラクター作成時にその属性を「善」と「悪」から選ぶことにより、所属する都市が決定される。都市は存在する大陸も都市内部の構成も受けることができるクエストの内容も異なるが、都市機能は同じである。
拡張セット『エコーズ・オブ・フェイドワー』で第3の開始都市ケレティンが追加された。ケレティンは善側の都市で、キャラクター作成時に選択できるのは追加された新種族フェイとフェイドワー大陸に関連のある種族。ゲームアップデート35で第4の開始都市ネリアック（悪側）と新種族アラサイが、拡張セット『ライズ・オブ・クナーク』では第5の開始都市ゴロウィンと新種族サーナクが追加された。その後ゲームアップデート56で第6の開始都市ニューハラスが登場。そして拡張セット『ベリオスの定め』(ゲームアップデート59)では新種族フリーブラッドが追加され、続くゲームアップデート60でラトンガが中立種族となっている。
所属する都市により選択できるクラスが制限されることがあるが、「裏切りクエスト」を遂行することにより、所属する都市を裏切って敵対する都市へ移ることができる。
所属する都市が異なるキャラクター同士は一切のコミュニケーションをとることができないということはなく、通常サーバーではどの町や属性でスタートしても、同一のグループを組むことができ、またペナルティもない。この敵対する二つの属性という設定が生かされるのは対人戦専用のPvPサーバーにおいてである。

### 種族
21の種族が存在する。種族により「善」か「悪」か「中立」かがあらかじめ決まっており、「善」の種族の場合はケイノス、ケレティン、ニューハラスにしか所属できず、「悪」の種族の場合はフリーポート、ネリアック、ゴロウィンにしか所属できない。「中立」の種族の場合は所属する都市を自分で選択することができる。種族により能力の違いはあるものの、レベルが上がってしまえば誤差となる程度のもので、種族差はほとんどない。
所属する都市はもちろん「裏切りクエスト」により変更することができるので、例えば「悪」の種族であるダークエルフでもケイノスに所属することは可能である。
- 善: ドワーフ - ハイエルフ - ウッドエルフ - ハーフリング - フロッグロック - フェイ
- 中立: ヒューマン - ハーフエルフ - ノーム - バーバリアン - ケラ - エルダイト - ラトンガ - フリーブラッド
- 悪: ダークエルフ - オーガ - トロール - イクサー - アラサイ- サーナク- エラーキン

### 職業
26の職業がある。キャラクターはどれか一つの職業を開始時に選択する。以前は、アーキタイプ（基本職）4つ、アーキタイプの下に各3つのクラス、クラスの下に各2つのサブクラスという分類がされていたため、現在も説明などで使われる場合が多い。GU57により中立クラスが増え職業選択の幅が増えた。GU62で25番目の新クラスとなるビーストロード、GU68でチャネラーが登場した。

#### ファイター
ファイターは敵を引きつけ、その攻撃を一身に受けることで仲間を守る「タンク」と呼ばれる立場にあるアーキタイプである。高い防御力を持つ反面、攻撃力に乏しい。そのため敵の注意が攻撃力に優れる仲間に向いてしまうことがしばしばある。
- ウォーリアー：あらゆる攻撃に耐える屈強な戦士、分厚い鎧と優れた防御能力によって他の追随を許さぬ耐久力を持つ。ガーディアンとバーサーカー
- ブロウラー：肉体こそが最高の盾となる挌闘家、敵の攻撃に耐えるのではなく避けることで味方を守る。モンクとブルーザー
- クルセイダー：魔法を駆使する騎士、防御能力でこそ若干劣るが様々な魔法によって回復/攻撃もこなす万能型。パラディン（善）とシャドウナイト（悪）

#### スカウト
スカウトは敵にダメージを与えることを役目とする「アタッカー」に分類されるアーキタイプである。姿を消しての隠密行動や、敵の追跡、鍵開けといった盗賊的な技術も有する。高い攻撃力を誇り、同時に敵の注意を逸らす技術にも長けている。唯一バード系だけは攻撃能力に乏しいが味方の能力強化・敵の能力弱体化といった戦闘補佐を得意とする。
- ローグ：スワッシュバックラー（善）とブリガンド（悪）
- バード：ダージとトルバドール
- プレデター：レンジャーとアサシン
- ビーストロード

#### プリースト
回復魔法を基本とする、ヒーラーと呼ばれるタイプのアーキタイプである。どの系統も回復の技術を持っているが、クレリックは癒しの魔法に特化しており、ドルイドは回復魔法に加えて攻撃魔法を、シャーマンは回復魔法に加えて味方の能力強化/敵の能力弱体化の魔法を使うことができる。
- クレリック：テンプラーとインクイジター
- ドルイド：ウォーデンとフューリー
- シャーマン：ミスティック（善）とデファイラー（悪）
- チャネラー

#### メイジ
様々な魔法を使いこなすことができる魔術師のアーキタイプである。系統によってその性質が大きく変わるのが特徴の一つといえる。ソーサラーは豊富な攻撃魔法を持ち瞬発力に長け、エンチャンターは敵を魅了したり無力化したりする能力に優れ、サモナーは魔法生物等を使役することができる。
- ソーサラー：ウィザード（炎と氷）とウォーロック（毒と病気）
- エンチャンター：イリュージョニストとコウアーサー
- サモナー：コンジュラー（善）とネクロマンサー（悪）

### 生産職
3つの生産アーキタイプ、生産アーキタイプの下に各3つの生産クラスが存在し、最終的に9つの職に分かれる。生産職は冒険職とは別なので、全ての冒険者は何らかの生産職に1つ就くことができる。
- クラフトマン
  - プロヴィショナー：料理人。主に食べ物と飲み物を生産することができる。
  - ウッドワーカー：木工職人。主に木製の武器、弓や楽器を生産することができる。
  - カーペンター：家具職人。調度品を生産することができる。
- アウトフィッター
  - アーマラー：防具職人。金属製の鎧・盾を生産することができる。
  - ウェポンスミス：鍛冶屋。金属製の武器を生産することができる。
  - テイラー：縫製職人。ローブや革製の鎧、鞄を生産することができる。
- スカラー
  - ジュエラー：宝石職人。魔法の力を持つ宝飾品を生産することができる。スカウトクラスのアーツを生産できる。
  - セイジ：賢者。スキルを習得するのに必要なスクロールを生産することができる。メイジ、プリーストクラスのスペルを生産できる。
  - アルケミスト：錬金術師。様々な薬品や毒を生産することができる。ファイタークラスのアーツを生産できる。

## 関連する状況

### アカウント
1アカウントで各使用言語ごとに最大7体までキャラクターを追加料金なく作成できる。初回起動時の言語選択パッチャーで英語(US)、英国英語(EU)、ドイツ語(DE)、フランス語(FR)、日本語(JP)の5つの言語が選択でき、それぞれアクセスできるサーバーが異なる。したがってUS版を買っても使用言語を日本語にすることで日本語クライアントにすることができる。

### 日本語サーバー
2015年12月現在個別サポートは英語サイトのみで対応しているものの、アップデートや日本語拡張はリリースが続いており日本語サーバーも継続されている。

### ゲームアップデート
数ヶ月ごとに大規模なアップデートが実施されており、イベントや追加クエスト、各種のゲームバランスの修正が行われている。SOE移管以降は、開発運営の強みを生かした日米欧同時リリースのアップデートとなった。
これまでに62回以上もの大規模なアップデートが行われ、サービス開始時点とはゲームバランスやサービスが大幅に変更されており、ほぼ別ゲームといっていいほど変化している。
ゲームアップデートには、新種族の追加や、ダンジョンの追加等、ゲームに決定的な変化をもたらすものも多く、ユーザーを飽きさせない工夫が凝らされている。

### アドベンチャーパック
従来の拡張セットによるエリアやモンスターの追加の他に「アドベンチャーパック」というストーリー性を重視したアドオンも発売されていた。現在は最新の拡張セットがオールインワンパック方式となり、発売済みのすべての拡張セットとアドベンチャーパックを全て含んで販売される形になった。

### アドオンモデル
SOEは運営する会社にかなりのカスタマイズを許しており、日本以外のアジア地域の運営を行っていたガマニア社が「EverQuestII East Version」を開発していた。これはアジア人好みにキャラクターグラフィックをカスタマイズしているバージョンだった。このキャラクターグラフィックをSOGAモデルと呼んでいたが、ガマニア社の撤退でアドオンモデルと呼ばれるようになった。
日本語版でもオプションで設定することで、このアドオンモデルを選択できる。

### チャットシステム
エバークエスト2のチャットシステムはIRCをベースとして構築されていると言われている。標準で用意された各種のチャンネルの他、プレイヤーが独自にチャンネルを作成することもできる。最大の特徴はサーバをまたいでチャンネルに接続したりTellを送ったりすることができる点で、日本語版サーバから英語版サーバのチャットチャンネルに接続したり、また日本語版サーバのキャラクターから英語版サーバのキャラクターへTellを送ったりすることができる。もちろん、その逆も可能である。加えてSony Online Entertainment社が運営するStation.comを用いてサービスされているゲーム、すなわちエバークエスト2英語版の他、エバークエスト英語版、スターウォーズ・ギャラクシー英語版のキャラクターにもTellを送ることが可能となっている。
例えば、日本サーバーに関しては「LFG」というチャットチャンネルが一般募集のための会話チャンネルとして浸透おり、「/join LFG」とコマンドを打つことでサーバー内共通の会話チャンネルとして参加できる。サーバー間を繋ぐ例では、エバークエスト2日本語版からエバークエスト2英語版のLavastormサーバにある「Wikipedia」という名のチャットチャンネルに接続するには「/join eq2.lavastorm.wikipedia」とコマンドを打てばよい。この機能は課金以降可能になる。

### ゲーム内用語
DPS
Damage Per Second　与えたダメージ量を秒単位で計算したもの。秒単位に換算することでダメージを与える間隔の異なる場合でも比較が容易になる。転じてDPSが高いクラスのことも指す。（ソーサラー、サモナー、ローグ、プレデターの4種）
Evac
スカウト系のクラス、ウィザード、ウォーデン、シャドウナイトが使用できる緊急脱出スキル。グループメンバーを安全な場所へと転送することができる。
アーツ
メイジやプリーストが使用する「魔法」に対し、ファイターとスカウトが使用する戦闘スキルをアーツと呼ぶ。魔法と同じくパワーを消費する。
HO
Heroic Opportunityの略。日本語版ではヒロイック・チェインと呼ばれる。特定のスキルをトリガーとして発動し、指定された順番通りにアーツやスペルを使っていくことで、最終的に敵へのダメージや味方の強化・回復などの追加効果を得ることができる。
CC
クラウド・コントロール(Crowd Control)の略。押し寄せる敵をMez等の魔法を使い無力化し、戦闘をコントロールすることを指す。
Mez
他のゲームではスリープと呼ばれる、敵を眠らせて無力化する魔法のこと。エンチャンターがこの魔法を得意とする。
集中
一部の強化魔法や弱体化魔法は効果を維持するために集中と呼ばれるスロットを消費する。この集中スロットはキャラクターごとに5つまで用意されており、魔法ごとに消費するスロットの数は決まっている。集中に空きがない場合、さらに集中を消費する魔法を使用することはできない。これは魔法を「維持」するためにはそれなりの集中力が必要であり、その集中力には限界があるからである。集中スロットを消費する魔法は総じて効果時間が数時間に及ぶものが多い。
ファンスペル
各クラスにはファンスペルと呼ばれる「お遊び魔法」が用意されている。手が光る、自分よりレベルの低いグループメンバーが自分にお辞儀するなど、ジョークとして以外には全く何の役にも立たない。
宿敵
キャラクターはダメージの大きい攻撃魔法など、宿敵に指定されたモンスターに対する特別な能力を持つ。宿敵はロア・アンド・レジェンドクエストを完了することで増やすことができる。
種族の知恵
一定レベルごとに選択する種族の特性。種族ごとにステータスの補正や状態異常に対する耐性、特定スキルへのボーナスなどが設定されており、キャラクターは最終的に5つまでの「種族の知恵」を身に付けることができる。
言語
エバークエスト2の世界は様々な言語で溢れており、NPCの中には特定の言語でしか話さない者もいる。多くのNPCはクエストを持っているので、そのクエストを引き受けたければ、その言語を習得してからそのNPCと会話する必要がある。

## 出来事
- 2004年11月8日 北米とヨーロッパでサービスが開始。
- 2005年3月 アドベンチャーパック「EverQuest II：The Bloodline Chronicles」発売。
- 2005年4月20日 EQ2において、キャラクターやゲーム内通貨、アイテムの売買をサポートするオークションシステム「Station Exchange」を導入することが発表され た。EQ1の時のメーカーの対応は徹底した取り締まりだったため、180度の方向転換になる。ただしStation Exchangeは専用のサーバー（The BazaarとShadowhaven）でしか使用することはできず、通常のサーバーではRMTは認められていない。
- 2005年6月16日 日本語版発売。
- 2005年6月28日 アドベンチャーパック「EverQuest II：The Splitpaw Saga」発売。
- 2005年12月1日 拡張セット第1弾「EverQuest II：Desert of Flames」日本でのサービス開始。キャラクターLv上限は60に引き上げ。
- 2006年6月30日をもって日本での運営をスクウェア・エニックスからソニー・オンライン・エンターテイメント（SOE）へ移管および日本語サーバの統合。（SebilisサーバーとVekserサーバーが、Sebilisサーバーに統合）
- 2006年7月1日 SOEでのサービスを開始。
- 2006年9月1日 拡張セット第2弾「EverQuest II：Kingdom of Sky」日本でのサービス開始。キャラクターLv上限が70、アチーブメント50ポイント導入。
- 2006年10月25日 アドベンチャーパック「EverQuest II：Fallen Dynasty」日本発売。
- 2006年12月15日 拡張セット第3弾「EverQuest II：Echoes of Faydwer」日本語でのサービス開始、アチーブメントポイントの上限が100に拡大。以降、ゲームアップデートが世界同時公開となる。
- 2007年11月14日 拡張セット第4弾「EverQuest II：Rise of Kunark」日本語でのサービス開始。キャラクターLv上限が80、さらにアチーブメントポイントが140に拡大。
- 2008年11月18日 拡張セット第5弾「EverQuest II：The Shadow Odyssey」日本語でのサービス開始。アチーブメントポイントが200に拡大。
- 2010年2月16日 拡張セット第6弾「EverQuest II：Sentinel's Fate」日本語でのサービス開始。キャラクターLv上限が90、アチーブメントポイントが250に拡大。PvPコンテンツ（Battle Ground)の導入。
- 2011年2月23日 拡張セット第7弾「EverQuest II：Destiny of Velious」日本語でのサービス開始。アチーブメントポイントが300に拡大。飛行マウントの導入。
- 2011年12月9日 課金システムを月額制から基本無料アイテム課金制へと変更。
- 2011年12月9日 拡張セット第8弾「EverQuest II：Age of Discovery」日本語でのサービス開始。アチーブメントポイントが320に拡大。ビーストロードの導入。傭兵システムの導入。
- 2012年11月14日 拡張セット第9弾「EverQuest II：CHAINS of ETERNITY」日本語でのサービス開始。キャラクターLv上限が95に拡大。
- 2013年11月13日 拡張セット第10弾「EverQuest II：TEARS of VEESHAN」日本語でのサービス開始。アチーブメントポイントが340に拡大。26番目のクラス、チャネラーの導入。
- 2014年11月13日 拡張セット第11弾「EverQuest II：ALTER of MALICE」日本語でのサービス開始。キャラクターLv上限が100に拡大。新種族エーラキンの登場。
- 2015年4月28日 ダウンロードコンテンツ(DLC)「EverQuest II：The Rum Cellar」日本語でのサービス開始。
- 2015年11月18日 拡張セット第12弾「EverQuest II：TERRORS of THALUMBRA」日本語でのサービス開始。新信仰システムの導入。
- 2016年11月15日 拡張セット第13弾「EverQuest II：Kunark Ascending」サービス開始。英語のみ。傭兵に装備可能。